# Los debutantes
Los debutantes és una pel·lícula xilena estrenada el 12 de juny de 2003. Dirigida per Andrés Waissbluth i protagonitzada per Antonella Ríos, Néstor Cantillana i Alejandro Trejo. És del gènere dramàtic, i més específicament s'emmarca dins del neo-noir eròtic.
En 2004, aquesta pel·lícula va ser la candidata de Xile als premis Oscar i a els Goya corresponents a l'any 2003.

## Sinopsi
Dos germans, Silvio el gran (Néstor Cantillana) i Víctor el petit (Juan Pablo Miranda), es muden a Santiago des de la seva casa a Temuco després de la mort dels seus pares i Silvio treballa per donar suport a l'educació de Víctor. En el dissetè aniversari de Víctor, Silvio porta al seu germà verge als clubs nocturns on encoratja Víctor a perdre la seva virginitat amb una de les strippers / prostitutes del club. En una tendra escena, Víctor ha d'enfrontar la seva naixent impotència mentre que Silvio està en el club impressionant als amos del local amb el seu potencial de contractació.
Silvio treballarà per a la colla com a guardaespatlles / sequaç, i gana molt diners per a donar suport a l'educació de Víctor. Però Víctor té ulls només per a una de les ballarines del club anomenada Gracia (Antonella Ríos) i comença a festejar-la, deixant l'escola i sofrint l'enuig i decepció de Silvio. Gracia resulta ser l'amant del líder de la colla del club, Don Pascual (Alejandro Trejo), qui és el cap de Silvio. Gracia és el fil conductor que manté unida aquesta història ja que és l'amant de Víctor, Silvio i Don Pascual, i les conseqüències d'aquest estrany ménage à trois tenen resultats mortals. A través d'un mitjà per tornar a contar la història a través dels ulls de Víctor, Silvio i Gracia, comprenem les vulnerabilitats i les esquerdes en cada personatge que permeten el sòrdid desenllaç.
Comptant els mateixos esdeveniments des de tres perspectives diferents, el film de Waissbluth és un drama dur, que coneix el món que retrata i que es beneficia de les bones actuacions de gent com Cantillana, Ríos i Trejo.

## Repartiment
- Antonella Ríos - Gracia
- Néstor Cantillana - Silvio
- Alejandro Trejo - Don Pascual
- Juan Pablo Miranda - Víctor
- Eduardo Barril - Don Marco
- Roberto Farías - Danilo
- Adriana Vacarezza - Bernardita
- Víctor Montero - Marcelo
- Anita Alvarado - Solange

## Producció
En aquesta pel·lícula hi ha una escena en què Anita Alvarado fa una breu fel·lació sense simular a Juan Pablo Miranda.

## Premis
La pel·lícula va ser la presentació xilena per als Premis Oscar de 2003 en la categoria Oscar a la millor pel·lícula de parla no anglesa que va tenir lloc l'any 2004, però no va ser una de les cinc pel·lícules nominades. També va ser nominat als Premis Goya.